# Нехобж
Нехобж (пол. Niechobrz) — село в Польщі, у гміні Боґухвала Ряшівського повіту Підкарпатського воєводства.
Населення — 2824 особи (2011).
У 1975-1998 роках село належало до Ряшівського воєводства.

## Демографія
Демографічна структура станом на 31 березня 2011 року:
|          | Загалом | Допрацездатний вік | Працездатний вік | Постпрацездатний вік |
| -------- | ------- | ------------------ | ---------------- | -------------------- |
| Чоловіки | 1405    | 306                | 948              | 151                  |
| Жінки    | 1419    | 302                | 807              | 310                  |
| Разом    | 2824    | 608                | 1755             | 461                  |